# 吉原康平
吉原 康平（よしわら こうへい、4月27日 - ）は、日本の元男性声優。茨城県出身。かつてはアライズプロジェクトに所属していた。

## 略歴
声優になろうと思ったきっかけは『テイルズ オブ シリーズ』のイベントで声優のアフレコを実際に見たときに感動したことから。
日本ナレーション演技研究所出身。2018年10月1日より、アライズプロジェクト所属。2023年12月31日をもって廃業。

## 人物
特技にはサッカーとマラソンをそれぞれ挙げている。趣味には歌、釣り、落語を聞く事をそれぞれ挙げている。

## 出演
太字はメインキャラクター。

### テレビアニメ
2019年
- かつて神だった獣たちへ（兵士、将軍、兵士B）

2020年
- 痛いのは嫌なので防御力に極振りしたいと思います。（ギルド兵2）
- 天晴爛漫!（記者、レーサー）
- 恋とプロデューサー〜EVOL×LOVE〜（ハッカー）
- 禍つヴァールハイト -ZUERST-（祭壇の村の村人、小隊長）
- 魔王城でおやすみ（聖騎士3）

2021年
- スライム倒して300年、知らないうちにレベルMAXになってました（喫茶店の客たち）
- チート薬師のスローライフ〜異世界に作ろうドラッグストア〜（冒険者）

2022年
- フットサルボーイズ!!!!!（月丘柊依）
- Engage Kiss（救護隊員）

2023年
- ゴブリンスレイヤーII（兵士）

### 劇場アニメ
- ANEMONE/交響詩篇エウレカセブン ハイエボリューション（2018年）

### ゲーム
2018年
- 黒い砂漠

2019年
- アルテイルNEO（予言の剣ディラート、真実の聖騎士インザーギ）
- LORD of VERMILION IV（武吉）
- ファイナルファンタジーXIV: 漆黒の反逆者（モーレン 他）

2021年
- フットサルボーイズ!!!!! ハイファイリーグ（2021年、月丘柊依）

### ドラマCD
- 堕落JKと廃人教師（2019年）
- 恋色始標 Sweet Days FILM.6

### デジタルコミック
- 墜落JKと廃人教師（2023年、たい焼き屋 店主[10]）

## ディスコグラフィ

### キャラクターソング
| 発売日       | 商品名                                           | 歌 | 楽曲                    | 備考                                                     |
| ------------ | ------------------------------------------------ | --- | ----------------------- | -------------------------------------------------------- |
| 2022年2月9日 | フットサルボーイズ!!!!! プレイヤーソングアルバム | フットサルボーイズ!!! | 「Higher Goals」        | ゲーム『フットサルボーイズ!!!!! ハイファイリーグ』主題歌 |
| 2022年2月9日 | フットサルボーイズ!!!!! プレイヤーソングアルバム | 大和晴（高良崚太）、榊星一郎（石森周斗）、月丘柊依（吉原康平）、幸永椿貴（山口諒太郎）、南雲竜（古田一紀）、天門泰雅（坂井易直） | 「Always Shine Bright」 | 『フットサルボーイズ!!!!!』関連曲                        |

### ユニットメンバー
1. ↑  大和晴（高良崚太）、榊星一郎（石森周斗）、月丘柊依（吉原康平）、幸永椿貴（山口諒太郎）、南雲竜（古田一紀）、天門泰雅（坂井易直）、樫良木ルイ（峯田大夢）、結城心（新井雄也）、久我巧生（村上聡）、花山院快斗（馬場惇平）、京極聖（宮瀬尚也）、二葉ともえ（山本智哉）、昂守希（佐久間貴生）、十河夏輝（千葉瑞己）、相庭京介（浦和希）、花村理央（多田啓太）、鞍馬雪丸（上村源）、桐生蓮（TAKA）、白河瞬（岡延明）、橘藤吾（大海将一郎）、今園彩人（森永彩斗）、水無瀬亜佐（菊池勇成）、秋月奏夜（津田拓也）、朝比奈碧（奥山敬人）、天王寺刻成（川島慶嗣）、世良龍太朗（下川草介）、水無瀬涼佑（石井孝英）、ガルシア・エミリオ（小塚亮輔）、蓮美朔（木津つばさ）